# Igor Paixão
Igor Guilherme Barbosa da Paixão, mais conhecido como Igor Paixão (Macapá, 28 de junho de 2000) é um futebolista brasileiro que atua como ponta. Atualmente, joga pelo Olympique de Marseille.
Igor começou sua carreira no Coritiba, onde ficou até 2022 – ano que se tornou o artilheiro do Campeonato Paranaense. Em agosto, deixou o país de origem para ir à Eredivisie e viver momentos de destaque na Europa. Pelo Feyenoord, venceu o prêmio de Gol da Temporada, Melhor Jogador da Temporada e Melhor Jogador Holandês da Temporada em anos diferentes.
Após tanto destaque, pois também venceu todos os títulos nacionais possíveis, o brasileiro foi vendido ao Olympique de Marseille pelo valor de 30 milhões de euros, tornando-se a maior venda do Feyenoord e a maior compra da equipe da França.

## Carreira

### Início
Natural de Macapá, capital do Amapá, com pais tendo raízes de Curiaú (parte de pai) e de Tartarugalzinho (parte de mãe) além origem quilombola, Igor Paixão iniciou sua trajetória no futebol com sete anos pelo São José. Ao estar assistindo uma partida de futebol de salão no São José, foi chamado para completar um time pois havia faltado um jogador. Desde então, passou atuar nas categorias sub-9, sub-11 e sub-13, onde conquistou inúmeros títulos de torneios e prêmios individuais como de revelação, artilheiro e melhor jogador de torneios que disputava.
Além do São José, Paixão tambem atuava em outros times dos bairros Pacoval e Novo Horizonte em sua cidade natal. Passado um tempo, foi convidado pelo político Edinoelson Careca para ingressar na escolinha de futebol Zico 10 com 13 anos, ingressando assim no futebol de campo, conquistando também títulos no sub-13 e sub-15. Concomitantemente, Paixão realizou testes em alguns clubes como Santos e Flamengo, chegando a ser pré-aprovado no rubro-negro.

### Coritiba
Passado alguns dias sendo monitorado pelo clube carioca, Igor foi à São Paulo disputar um torneio em Marília representando a Seleção Amapaense Sub-14, no final de 2013. Sagrando-se campeão do torneio, despertou interesse de alguns agentes de equipes que estavam lá. Seu pai conversou com um ex-jogador do Coritiba que o aconselhou a levá-lo para uma peneira que aconteceria no clube. Ao retornarem para Macapá, o pai de Paixão pesquisou e viu que apenas o Coxa estava realizando testes, tendo marcado a peneira e viajado para Curitiba. Haviam outros 40 meninos para realizar os testes no dia, contudo apenas Igor passou e ingressou na base, em maio de 2014.
Firmou seu primeiro contrato com o clube em 2018 quando atuava pelo Sub-20, sendo válido até 2022.

#### 2019
Destacou-se na Copa São Paulo de Futebol Júnior em que o Coxa foi eliminado nas oitavas de final, sendo promovido em janeiro pelo técnico Argel Fuchs junto com outros três companheiros, sendo também inscrito para a disputa do Paranaense. Sua estreia ocorreu em 27 de janeiro, no empate sem gols com o Toledo pela 3ª rodada da Taça Sicupira (primeiro turno do Campeonato Paranaense). Participou de cinco partidas pelo torneio e retornou ao Sub-20 da equipe, como parte da transição para o profissional. Disputou ao todo 11 partidas pelo clube na temporada.

### Empréstimo ao Londrina

#### 2020
Sem espaço no Coritiba, em janeiro foi emprestado ao Londrina para a disputa do Campeonato Paranaense e da Série C. Logo em sua estreia em 20 de janeiro, fez seu primeiro gol como profissional e o da vitória do Tubarão sobre o PSTC por 2–1 na 1ª rodada do Campeonato Paranaense.
Pelo clube londrino Igor fez ao todo quatro gols em 33 partidas (dois pelo Sub-20), tendo ajudado o clube a conseguir o acesso à Série B da temporada seguinte após vencer o Remo por 1–0 na última rodada da Série C. No começo de 2021, retornou do empréstimo ao Coxa.

### Retorno ao Coritiba

#### 2021
Na temporada de 2021, Paixão foi um dos principais destaques da subida do clube curitibano à Série A, tendo participado de 13 gols decisivos e feito sete deles na Segundona, inclusive com um belo na derrota de virada por 3–2 para a Ponte Preta na última, apesar de já estar com a vaga de retorno garantida. Ao todo, disputou 47 partidas, fez dez gols e concedeu sete assistências no ano.

#### 2022

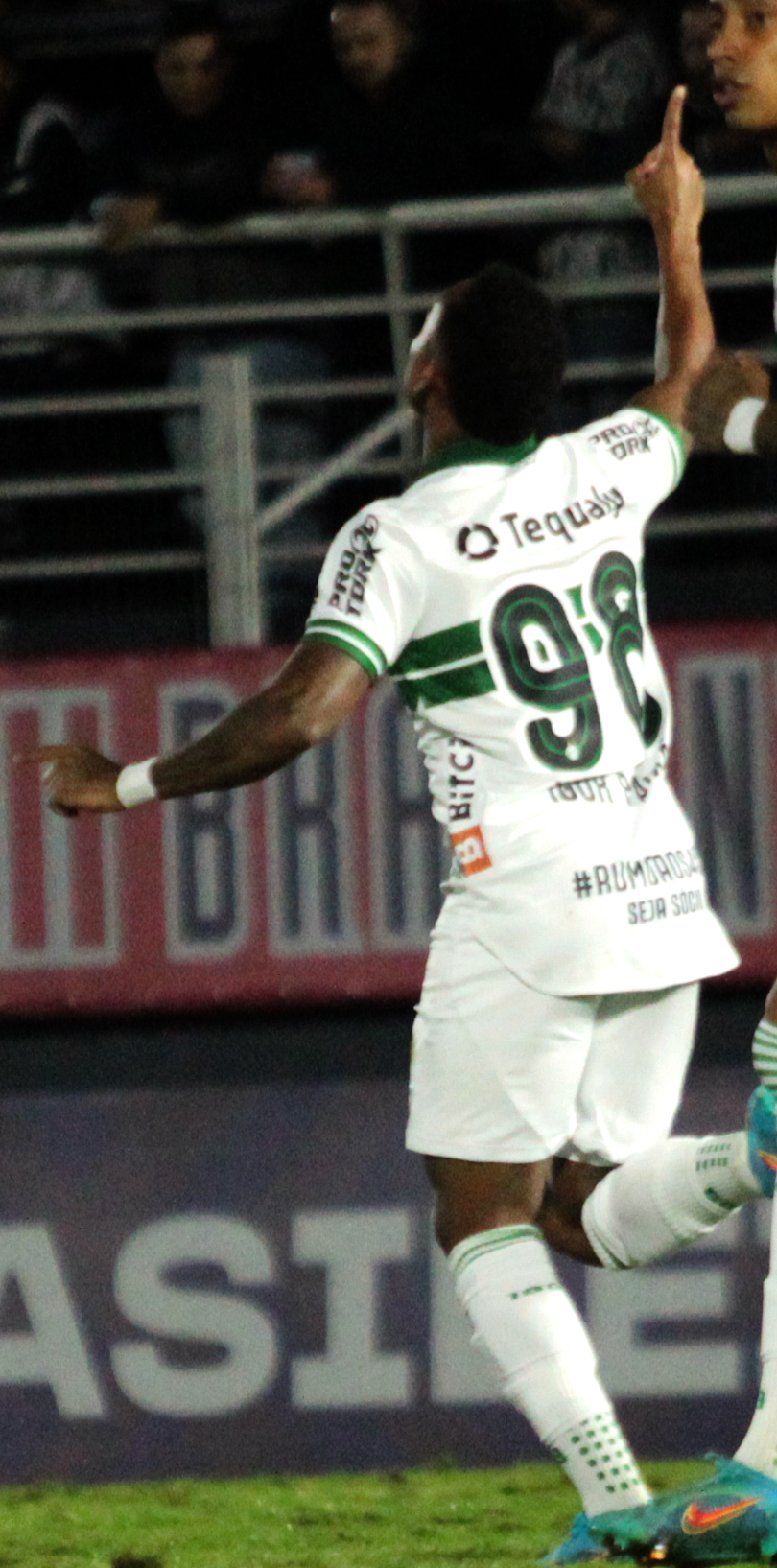
Igor comemorando um gol pelo Coxa em 2022.

Após a boa temporada passada, começou a temporada em alta novamente com três gols e duas assistências em quatro jogos. Com isso, no início de fevereiro foi anunciada a renovação de seu contrato por mais dois anos.
Foi importante e o principal destaque do seu time na conquista do Campeonato Paranaense no início da temporada, ajudando o Coxa a quebrar um jejum de cinco anos sem conquistá-lo ao fazer dois gols na vitória de 4–2 sobre o Maringá no jogo de volta da final em 3 de abril.  Terminou como um dos artilheiros do certame juntamente com o companheiro de time Léo Gamalho, ambos com sete gols.
Precisou apenas de alguns meses para atingir o mesmo desempenho da temporada passada, com apenas 26 jogos (equivalente à 55% dos jogos de 2021). Em junho, o contínuo bom desempenho atraiu interesse tanto de clubes brasileiros quanto europeus, principalmente dos portugueses Porto e Benfica.
Fez um dos gols do Coritiba na derrota por 3–2 para a Ponte Preta, na última rodada da Série B. Terminou a temporada com 37 partidas, 11 gols e 10 assistências. Esse desempenho atraiu o interesse de várias equipes tanto do Brasil como do exterior. Em 17 de agosto foi confirmada a sua venda ao Feyenoord, sendo essa transferência mais cara da história do Coxa (em reais), superando a de Rafinha em 2005. Ao todo disputou 95 jogos e marcou 21 gols.

### Feyenoord

#### 2022–23

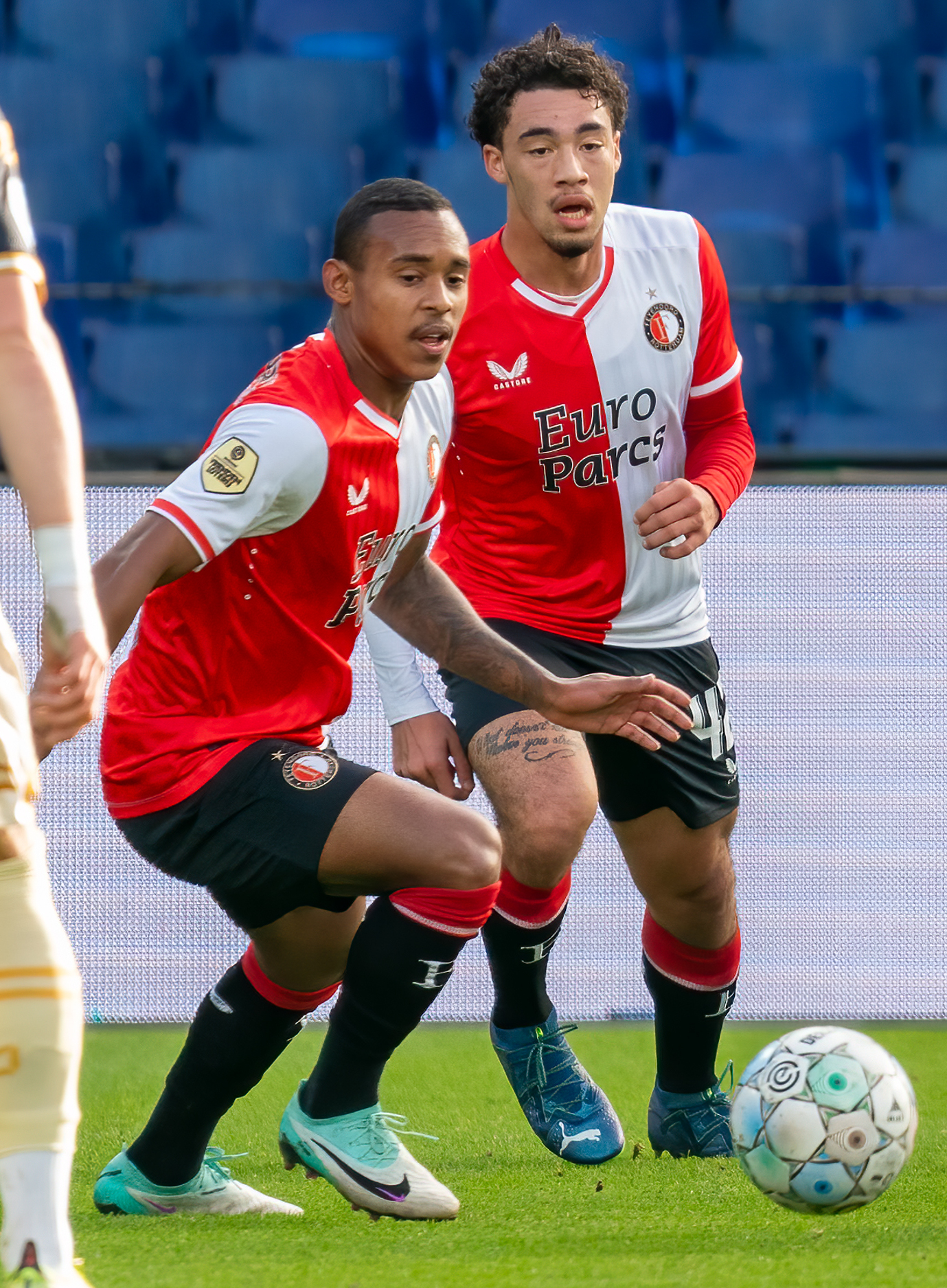
Igor paixão pelo Feyenoord em 2023.

O clube de Roterdã anunciou sua contratação também em 17 de agosto de 2022, tendo Igor Paixão assinado contrato até 2027. O valor da transferência foi de 8 milhões de euros (R$ 41, 6 milhões de reais) por 80% dos direitos econômicos, com o Coritiba ficando com os 20% restantes de uma futura venda.
Estreou pelo Feyenoord na derrota por 4 a 2 para a Lazio em jogo válido pela 1ª rodada da fase de grupos da Liga Europa, tendo atuado apenas oito minutos. Em sua segunda partida pelo clube no dia 11 de dezembro, entrou aos 23 do segundo tempo do Clássico de Roterdã e dez minutos depois deu uma assistência para o gol de Santiago Giménez. O jogo terminou 3–0 para o Feyenoord.
Seu primeiro tento pelo clube foi em 15 de janeiro, na vitória de 3–0 sobre o Groningen na 16ª rodada da Eredivisie, tendo também contribuído com uma assistência. Na rodada seguinte em 22 de janeiro, marcou um belo gol de fora da área contra o Ajax no empate de 1–1. Igor teve esses seus dois primeiros gols com a camisa do Feyenoord selecionados para o prêmio de "gol do mês", concorrendo com outros seis gols.

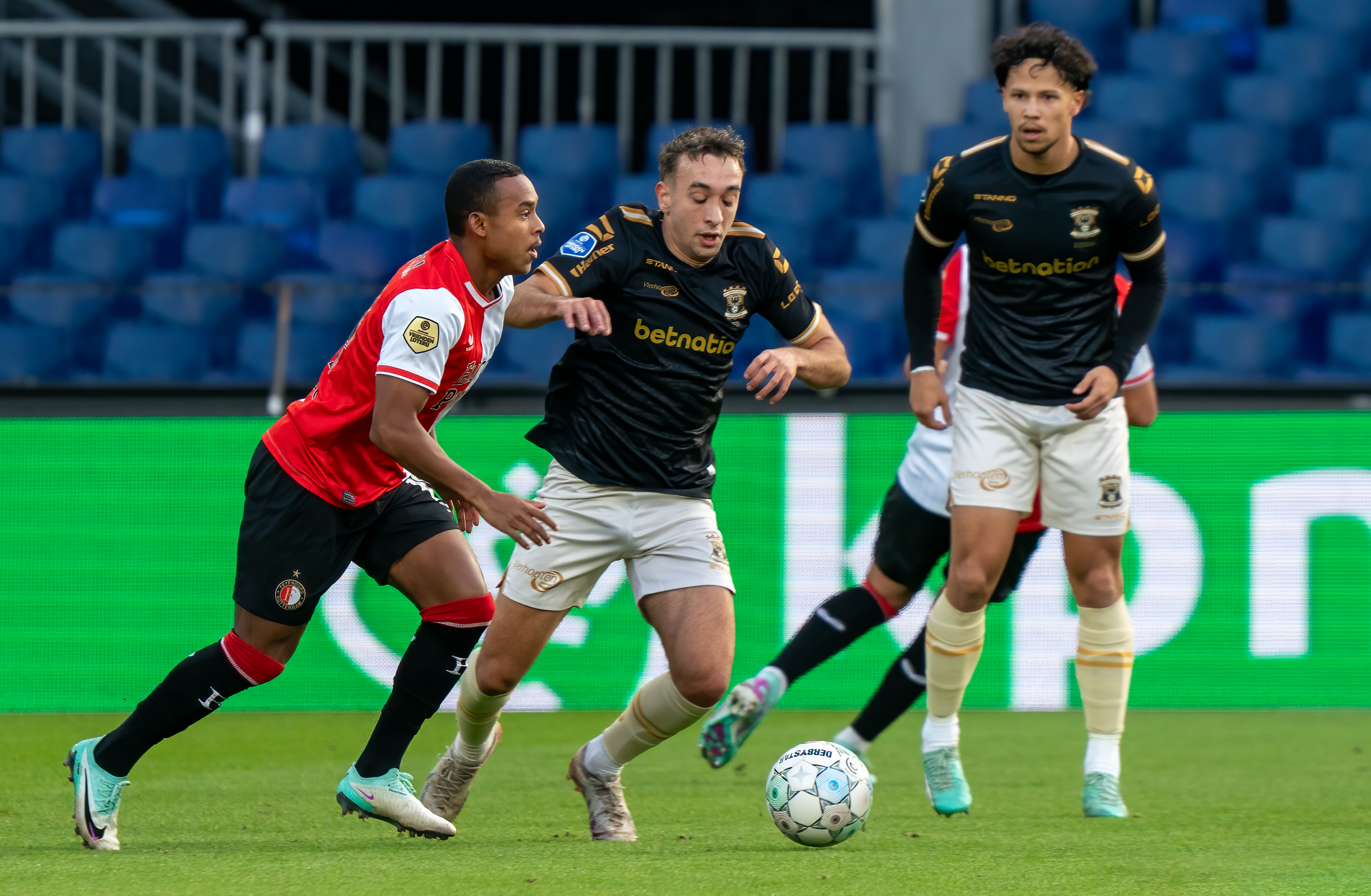
Paixão contra o Go Ahead Eagles em 2023.

Apesar da boa sequência de partidas entre janeiro e fevereiro, Igor virou uma espécie de reserva de luxo na equipe de Arne Slot, disputando posição com outros três atletas: Jahanbakhsh, Idrissi e Dilrosun. Dos quatro, Igor obtinha a segunda melhor média em participações diretas em gols (4 gols e uma assistência em 857 minutos). Chegou a seis participações diretas em gol na temporada ao conceder uma assistência para Ezequiel Bullaude fazer o gol de empate de seu clube no empate de 1–1 com Shakhtar Donetsk em jogo válido pela ida das oitavas de final da Liga Europa em 9 de março.
Em 20 de abril, fez o gol de seu clube na derrota por 4–1 no jogo de volta nas quartas de final da Liga Europa, sendo esse seu primeiro gol em competições continentais europeias. Em 14 de maio, fez o último gol da vitória de 3–0 sobre o Go Ahead Eagles, vitória que garantiu o título nacional ao clube Roterdã após seis anos e com duas rodadas de antecedência.

#### 2023–24
Em seu segundo ano, o atleta voltou a disputar títulos. Ele começou a temporada perdendo a Supercopa dos Países Baixos para o PSV, mas voltou a fazer grandes performances na Eredivisie de 2023–24. Nas duas vezes que enfrentou o Ajax no De Klassieker, Paixão foi um exímio centroavante e fizera três gols no clube rival.
Igor superou até mesmo o número de gols que fizera na época anterior e terminou sua época de Liga Neerlandesa com nove bolas na rede em 31 partidas. Todavia não pôde vencer a competição novamente, pois o PSV superou a pontuação da equipe e comemorou o título.
Mesmo sem o troféu coletivo, Paixão mostrou qualidade ao marcar o Gol da Temporada no dia 31 de março de 2024 diante o Utrecht. Na ocasião, recebeu a bola fora da área, poucos metros após o círculo do meio de campo, e aplicou um forte chute que fez a bola cair exatamente no fundo das redes sem que o goleiro conseguisse defendê-la. Além disso, foi nomeada como Melhor Jogador da Eredivisie nesta temporada.
Igor, contudo, teve e oportunidade de comemorar um troféu na temporada pela Copa dos Países Baixos. Ele estreou contra o FC Utrecht marcando o primeiro gol na campanha e marcou o segundo somente na final, quando a equipe bateu o NEC Nijmegen por 1–0.
Fora do país, porém, Igor tivera momentos de adversidade. Ele estreou na Liga dos Campeões da UEFA vencendo o Celtic por 2–0, mas passou toda a irregular campanha da equipe sem participar ativamente de nenhum tento. O clube vencera apenas duas partidas, tendo perdido as outras quatro e ficou apenas em terceiro lugar em seu grupo.
Enquanto ainda disputava a principal competição entre clubes europeus, o jogador, antes de uma partida contra o Club Atlético de Madrid, foi alvo de racismo vindo por parte de um jornal da Espanha. A título da matéria do Jornal As dizia "Igor Paixão, o descendente de escravos que ameaça o Atleti" e a frase foi alvo de diversas críticas e Paixão se manifestou sobre o caso:
| “                                           | Eles sempre se disfarçam. Por meios de palavras elegantes, de dinheiro, de formas de se portar e até mesmo dos cargos que ocupam. Eles são sutis. Nem sempre deixam a mostra todo o preconceito que carregam por gerações e gerações. Eles são espertos. Porque na maioria das vezes se safam ao cometerem um dos mais hediondos crimes da história: o racismo. Mas nem sempre eles disfarçam, nem sempre são sutis e nem sempre são espertos. Às vezes são explícitos e descarados, resultado de anos e anos de impunidade. E esperam o momento certo para destilar o preconceito que carregam dentro de si. Nesta semana, foi a vez do Jornal AS, do país onde joga meu companheiro de profissão, de vida e de cor, Vinicius Junior, que sofre diariamente com o ódio de quem simplesmente não aprendeu a superar um mal que jamais deveria ter existido, mas que há tanto tempo é criminoso. Ao falar de minha trajetória, logo no título, o racismo "não-tão-velado": o descendente de escravos. Fosse por minha realidade humilde, a mesma de muitos dos meus companheiros. Fosse por minha cor, a mesma de grande parte do mundo. Fosse por minha forma de ser ou a "ameaça" que trago a eles. Fosse pelo que fosse, só há uma palavra para descrever isso: racismo. Se somos descendentes de escravos, o somos porque fomos escravizados. Nos roubaram de nossas casas, de nossas famílias, de nosso livre arbítrio e de nossas vidas. Mas hoje não somos mais. Somos livres para pensar, falar e ser o que queremos, e isso ninguém irá roubar de nós. Sutis, como são, dirão que "entendi errado o contexto", e irão disfarçar "tirando o texto do ar", e de forma esperta continuarão fazendo, com outros, e me tornarão um alvo. Mas tudo bem. Porque juntos somos mais fortes. Sempre seremos mais fortes. E nunca, nunca mais, caminharemos sozinhos. Racistas jamais passarão. | ” |
| — Igor Paixão sobre a matéria do Jornal As. | |   |

A baixa campanha do Feyenoord na Liga dos Campeões levou o clube a disputar os 16 avos da Liga Europa. Lá, o atacante estreou fazendo um gol no empate por 1–1 contra a Roma, mas viu seus colegas de equipe lamentarem a eliminação no jogo de volta, quando os italianos os venceram em uma disputa por pênaltis.
Igor terminou sua passagem na temporada com 12 gols em 45 partidas, tornando-se um dos artilheiros do clube e sendo desejado por grandes equipes europeias.

#### 2024–25
No início de sua nova temporada, Igor conseguiu reverter a situação que havia acontecido na Supercopa dos Países Baixos na época passada. Dessa vez, mesmo sem marcar gols, comemorou o título da competição após derrotarem o PSV nas penalidades.
No decorrer da temporada, o atleta passou a se destacar por outras formas. Se outrora era um artilheiro, agora passou a ser um verdadeiro garçom; ele conseguiu demasiado destaque nas primeiras rodadas da Liga dos Campeões, onde virou o líder em assistências da competição com três passes e também havia dado mais quatro para seus companheiros no decorrer da Eredivisie.
Eventualmente, o brasileiro voltou a destacar-se pelos gols feitos, mas agora com um equilíbrio exímio com as assistências. Pela Liga dos Campeões, apesar de não ter tido muito brilho com as bolas nas redes, marcou um gol contra o Sparta Praga na Fase de Liga e um importante tento diante o Milan em uma vitória simples de 1–0 no jogo de ida da Fase de pré-oitavas. A equipe foi eliminada pela Inter de Milão no jogo seguinte, mas Paixão contemplou seus dois gols e quatro assistências em 11 partidas.
Em solo neerlandês, não obteve nenhum título. Eliminado em seu único jogo pela Copa dos Países Baixos, Paixão dedicou-se ativamente às partidas do Campeonato nacional. Lá, foi muito importante com os passes para gol no início da época, mas eventualmente passou a dedicar-se no último toque e teve momentos de destaque, como seu hat-trick contra o Twente na rodada 26 (onde também deu duas assistências em uma vitória por 6–2) e seus dobletes contra o Groningen e PEC Zwolle. Nesse último jogo, ocorrido na jornada 30, o brasileiro chegou a marca de 14 gols e atingiu o posto de vice-artilheiro da Eredivisie – onde permaneceu até o fim da temporada.
Após tantos jogos de destaque Igor Paixão foi eleito o Melhor Jogador Holandês da Temporada e se tornou o primeiro brasileiro a vencer este prêmio desde Afonso Alves na temporada 2006–07.
Ao fim da época, o brasileiro atingiu a marca de 18 gols e 14 assistências em 47 partidas, sendo 16 tentos apenas na Eredivisie, onde performou 34 vezes e deu outras 10 assistências. Este sucesso levou o amapaense a ser disputado, essencialmente, por Olympique de Marseille e Leeds United, ambos da Elite do futebol Francês e Inglês, respectivamente.
Paixão deixou os Países Baixos fazendo 129 partidas, onde marcou 39 tentos e deu 29 assistências.

### Olympique de Marseille
Em 1 de agosto de 2025, o Olympique de Marseille anunciou a contratação de Igor Paixão. O brasileiro chega ao Marseille por 30 milhões de euros (R$ 195 milhões), com variáveis que podem alcançar os 35 milhões de euros (R$ 227 milhões). Trata-se da contratação mais cara da história do clube francês.

## Seleção Brasileira

### Sub-23
Em 18 de agosto, foi um dos convocados pelo técnico Ramon Menezes para disputa de dois amistosos contra Marrocos visando o Pan-Americano e o Torneio Pré-Olímpico. Com a convocação, Paixão tornou-se o primeiro amapaense a representar a categoria Sub-23 do Brasil.

## Estatísticas
Atualizadas até dia 18 de agosto de 2023.

### Clubes
| Clube             | Temporada         | Campeonato Nacional | Campeonato Nacional | Campeonato Nacional | Copa Nacional[a] | Copa Nacional[a] | Copa Nacional[a] | Competições Continentais[b] | Competições Continentais[b] | Competições Continentais[b] | Outros Torneios[c] | Outros Torneios[c] | Outros Torneios[c] | Total | Total | Total   |
| Clube             | Temporada         | Jogos               | Gols                | Assist.             | Jogos            | Gols             | Assist.          | Jogos                       | Gols                        | Assist.                     | Jogos              | Gols               | Assist.            | Jogos | Gols  | Assist. |
| ----------------- | ----------------- | ------------------- | ------------------- | ------------------- | ---------------- | ---------------- | ---------------- | --------------------------- | --------------------------- | --------------------------- | ------------------ | ------------------ | ------------------ | ----- | ----- | ------- |
| Coritiba          | 2019              | 6                   | 0                   | 0                   | —                | —                | —                | —                           | —                           | —                           | 5                  | 0                  | 0                  | 11    | 0     | 0       |
| Coritiba          | Total             | 6                   | 0                   | 0                   | 0                | 0                | 0                | 7                           | 0                           | 0                           | 9                  | 1                  | 0                  | 11    | 0     | 0       |
| Londrina          | 2020              | 20                  | 4                   | 0                   | 1                | 0                | 0                | —                           | —                           | —                           | 10                 | 0                  | 0                  | 31    | 4     | 0       |
| Londrina          | Total             | 20                  | 4                   | 0                   | 1                | 0                | 0                | 7                           | 0                           | 0                           | 10                 | 0                  | 0                  | 31    | 4     | 0       |
| Coritiba          | 2021              | 34                  | 7                   | 5                   | 3                | 0                | 0                | —                           | —                           | —                           | 10                 | 3                  | 0                  | 47    | 10    | 5       |
| Coritiba          | 2022              | 18                  | 4                   | 4                   | 3                | 0                | 0                | —                           | —                           | —                           | 16                 | 7                  | 6                  | 37    | 11    | 10      |
| Coritiba          | Total             | 52                  | 11                  | 9                   | 6                | 0                | 0                | 0                           | 0                           | 0                           | 26                 | 10                 | 6                  | 84    | 21    | 15      |
| Feyenoord         | 2022–23           | 26                  | 7                   | 5                   | 3                | 1                | 0                | 6                           | 1                           | 1                           | —                  | —                  | —                  | 35    | 9     | 6       |
| Feyenoord         | 2023–24           | 1                   | 0                   | 0                   | 0                | 0                | 0                | 0                           | 0                           | 0                           | 1                  | 0                  | 0                  | 1     | 0     | 0       |
| Feyenoord         | Total             | 27                  | 7                   | 5                   | 3                | 1                | 0                | 6                           | 1                           | 1                           | 1                  | 0                  | 0                  | 36    | 9     | 6       |
| Total na carreira | Total na carreira | 105                 | 22                  | 14                  | 10               | 1                | 0                | 20                          | 1                           | 1                           | 10                 | 1                  | 0                  | 162   | 34    | 21      |

- a. ^ Jogos da Copa do Brasil e Copa dos Países Baixos
- b. ^ Jogos da Liga Europa
- c. ^ Jogos do Campeonato Paranaense e Supercopa dos Países Baixos

## Títulos

### Coritiba
- Campeonato Paranaense: 2022

### Feyenoord
- Campeonato Neerlandês: 2022–23
- Copa dos Países Baixos: 2023–24
- Supercopa dos Países Baixos: 2024

### Prêmios individuais
- Jogador do mês da Eredivisie: abril de 2023, janeiro de 2025, março de 2025, abril de 2025
- Gol do Ano da Eredivisie: 2023–24
- Jogador Holandês do Ano: 2024–25

### Artilharia
- Campeonato Paranaense de 2022: 7 golsReferências

1. 1 2  «Em ritmo de funk, Igor Paixão é anunciado pelo Feyenoord; VÍDEO». ge. Consultado em 14 de maio de 2023
2. 1 2  «Campeões com o Coritiba, Igor Paixão e Léo Gamalho dividem a artilharia do Paranaense 2022». ge. Consultado em 14 de maio de 2023
3. 1 2 3  «Veja números de Igor Paixão, maior venda da história do Feyenoord». ge. 28 de julho de 2025. Consultado em 31 de julho de 2025
4. ↑  «Veja números de Igor Paixão, maior venda da história do Feyenoord». ge. 28 de julho de 2025. Consultado em 31 de julho de 2025
5. ↑  «Contratação de Igor Paixão é a mais cara da história do Marselha». ge. 28 de julho de 2025. Consultado em 31 de julho de 2025
6. 1 2 3  «Voo mais longo: amapaense Igor Paixão é oficialmente jogador do time holandês Feyenoord». Diário do Amapá. Consultado em 14 de maio de 2023
7. 1 2 3  Codingest (6 de janeiro de 2021). «IGOR PAIXÃO O ATACANTE AMAPAENSE QUE BRILHA NOS GRAMADOS DO SUL». Portal O Viajante (em inglês). Consultado em 14 de maio de 2023
8. ↑  «VÍDEO: das quadras ao gramado, conheça o início da trajetória de Igor Paixão até brilhar no Coritiba». ge. Consultado em 14 de maio de 2023
9. ↑  SISTEMAS, CF (26 de outubro de 2018). «Igor Paixão firma primeiro contrato profissional». Coritiba Foot Ball Club. Consultado em 14 de maio de 2023
10. 1 2  «Animado, Argel aprova quarteto da Copinha no Coritiba: "A oportunidade foi dada"». ge. Consultado em 14 de maio de 2023
11. ↑  «Jogo Coritiba 0 x 0 Toledo melhores momentos - Campeonato Paranaense, Rodada - tempo real». ge. Consultado em 14 de maio de 2023
12. ↑  Paraná, Redação Bem (8 de janeiro de 2020). «Coritiba empresta mais um novato para o Londrina». Bem Paraná. Consultado em 14 de maio de 2023
13. 1 2  «Igor Paixão sai do banco, garante vitória do Londrina e ganha elogios de Alemão». ge. Consultado em 14 de maio de 2023
14. ↑  «Amapaense Igor Paixão volta ao Coritiba após participar do acesso do Londrina à Série B». ge. Consultado em 14 de maio de 2023
15. ↑  «Após acesso com o Londrina, Igor Paixão ganha nova chance no Coritiba: "Mostrar que sou capaz"». ge. Consultado em 14 de maio de 2023
16. ↑  «Peça importante do Coritiba, Igor Paixão vive a expectativa de uma grande temporada em 2022». ge. Consultado em 14 de maio de 2023
17. ↑  «De virada, Coritiba perde para a Ponte Preta e encerra a Série B com 56,1% de aproveitamento». ge. Consultado em 14 de maio de 2023
18. ↑  «Estatísticas do Coritiba em 2021: veja artilheiros, assistências, resultados e próximos jogos». ge. Consultado em 14 de maio de 2023
19. ↑  «Com renovação fechada, Igor Paixão comemora "melhor início da carreira" no Coritiba». ge. Consultado em 14 de maio de 2023
20. 1 2  «Atacante Igor Paixão dedica título estadual do Coritiba à família de origem quilombola do Amapá». ge. Consultado em 14 de maio de 2023
21. ↑  null. «Igor Paixão dobra eficiência e iguala marca de gols de 2021 no Coritiba». UmDois Esportes. Consultado em 14 de maio de 2023
22. ↑  «Exclusivo: Destaque do Coritiba, Igor Paixão é sondado por clubes de Portugal e pode ser vendido na próxima janela». www.uol.com.br. Consultado em 14 de maio de 2023
23. ↑  «Ponte Preta 3 x 2 Coritiba - Se jogasse esse futebol antes...». www.futebolinterior.com.br. Consultado em 14 de maio de 2023
24. 1 2  «Coritiba confirma a venda de Igor Paixão para o Feyenoord, da Holanda, por 8 milhões de euros». ge. Consultado em 14 de maio de 2023
25. ↑  «Igor Paixão estreia pelo Feyenoord em jogo pela Liga Europa». Bem Paraná. Consultado em 14 de maio de 2023
26. ↑  «Vendido pelo Coritiba, Igor Paixão estreia com assistência no Campeonato Holandês; veja o lance». ge. Consultado em 14 de maio de 2023
27. ↑  «Com gol e assistência, Igor Paixão se firma entre titulares do líder do campeonato holandês». ge. Consultado em 14 de maio de 2023
28. ↑  «Igor Paixão marca golaço de fora da área, mas Feyenoord cede empate em clássico contra o Ajax». ge. Consultado em 14 de maio de 2023
29. ↑  «Igor Paixão concorre ao 'gol do mês' em enquete feita pelo Feyenoord». ge. Consultado em 14 de maio de 2023
30. ↑  «No líder Feyenoord, Igor Paixão ganha espaço e vira 'reserva de luxo'». Bem Paraná. Consultado em 14 de maio de 2023
31. ↑  «Igor Paixão, do Feyenoord, é decisivo na Europa League e alcança marca expressiva». Sambafoot BR. 10 de março de 2023. Consultado em 14 de maio de 2023
32. ↑  «Igor Paixão marca primeiro gol em competições europeias, mas Feyenoord é eliminado pela Roma». ge. Consultado em 14 de maio de 2023
33. ↑  «Igor Paixão faz golaço, Feyenoord vence 12ª seguida e conquista o Campeonato Holandês 22/23». ESPN.com. 14 de maio de 2023. Consultado em 14 de maio de 2023
34. ↑  «PSV vence o Feyenoord e conquista a Supercopa da Holanda». ge. 4 de agosto de 2023. Consultado em 10 de novembro de 2024
35. ↑  «Em jogo retomado após confusão no final de semana, Ajax sofre mais um e perde de 4 a 0». O Globo. 27 de setembro de 2023. Consultado em 10 de novembro de 2024
36. ↑  «Igor Paixão marca dois e Feyenoord goleia o Ajax pelo Campeonato Holandês». ge. 7 de abril de 2024. Consultado em 10 de novembro de 2024
37. ↑  «Dutch Eredivisie Scoring Stats, 2023-24 Season». ESPN (em inglês). Consultado em 10 de novembro de 2024
38. ↑  «PSV é campeão holandês e busca igualar recorde do Ajax de Cruyff». ge. 5 de maio de 2024. Consultado em 10 de novembro de 2024
39. ↑  «Feyenoord 2-1 FC Utrecht (20 de dez, 2023) Placar Final - ESPN (BR)». ESPN. Consultado em 10 de novembro de 2024
40. ↑  «Gol do título! Igor Paixão decide e Feyenoord é campeão da Copa da Holanda». ge. 21 de abril de 2024. Consultado em 10 de novembro de 2024
41. ↑  «Feyenoord 2 x 0 Celtic | Liga dos Campeões: melhores momentos». ge. Consultado em 10 de novembro de 2024
42. ↑  UEFA.com. «Season 2023/24 | UEFA Champions League 2023/24». UEFA.com (em inglês). Consultado em 10 de novembro de 2024
43. ↑  «Igor Paixão se manifesta após ser chamado de 'descendente de escravos' por jornal espanhol: 'Às vezes são explícitos e descarados'». ESPN.com. 29 de novembro de 2023. Consultado em 10 de novembro de 2024
44. ↑  «Feyenoord 1-1 Roma (15 de fev, 2024) Placar Final - ESPN (BR)». ESPN. Consultado em 10 de novembro de 2024
45. ↑  jogada10. «Roma vence Feyenoord nos pênaltis e está nas oitavas da Liga Europa». Terra. Consultado em 10 de novembro de 2024
46. ↑  «Igor Paixão brilha na Holanda, fala sobre Liverpool e sonha com Seleção; veja a entrevista». ge. 28 de junho de 2024. Consultado em 10 de novembro de 2024
47. ↑  Abola.pt (4 de agosto de 2024). «Feyenoord supera PSV nos penáltis para conquistar Supertaça | Abola.pt». Abola.pt. Consultado em 10 de novembro de 2024
48. 1 2  «Igor Paixão é o jogador com mais assistências na Champions League». ge. 24 de outubro de 2024. Consultado em 10 de novembro de 2024
49. ↑  «Eredivisie | Igor Paixão». web.archive.org. 10 de novembro de 2024. Consultado em 10 de novembro de 2024
50. ↑  «Igor Paixão marca primeiro gol na Champions League». ge. 11 de dezembro de 2024. Consultado em 15 de maio de 2025
51. ↑  «Igor Paixão marca e Feyenoord vence o Milan nos playoffs da Champions League». ge. 12 de fevereiro de 2025. Consultado em 15 de maio de 2025
52. ↑  «Internazionale 2 x 1 Feyenoord | Champions League: melhores momentos». ge. Consultado em 15 de maio de 2025
53. ↑  «Champions League 24/25 - Statistics»
54. ↑  «PSV 2-0 Feyenoord (5 feb., 2025) Wedstrijd Statistieken - ESPN (NL)». ESPN (em neerlandês). Consultado em 15 de maio de 2025
55. ↑  «Igor Paixão marca hat-trick e garante vitória do Feyenoord na Liga Holandesa». ge. 16 de março de 2025. Consultado em 15 de maio de 2025
56. ↑  «Feyenoord 4-1 FC Groningen (2 de abr, 2025) Placar Final - ESPN (BR)». ESPN. Consultado em 15 de maio de 2025
57. ↑  «Igor Paixão marca dois gols e se torna vice-artilheiro da Liga Holandesa». ge. 28 de abril de 2025. Consultado em 15 de maio de 2025
58. 1 2  «Igor Paixão recebe proposta do Leeds United». ge. 25 de julho de 2025. Consultado em 26 de julho de 2025
59. ↑  «Netherlands Eredivisie Dutch Footballer of the Year Award - SportsLib.net». www.sportslib.net (em inglês). Consultado em 31 de julho de 2025
60. ↑  «Eredivisie Stats». FBref.com (em inglês). Consultado em 26 de julho de 2025
61. ↑  «Igor Paixão troca Feyenoord pelo Olympique de Marselha em negociação de R$ 227 milhões». ge. 28 de julho de 2025. Consultado em 31 de julho de 2025
62. ↑  «Olympique de Marselha anuncia contratação de Igor Paixão». ge. 1 de agosto de 2025. Consultado em 4 de agosto de 2025
63. ↑  «Igor Paixão, ex-Coritiba, é convocado para amistosos da Seleção pré-olímpica». Terra. Consultado em 19 de agosto de 2023
64. ↑  «De origem quilombola, Igor Paixão é primeiro amapaense convocado para Seleção Brasileira pré-olímpica». ge. 18 de agosto de 2023. Consultado em 19 de agosto de 2023
65. ↑  «Brasil - Igor Paixão - Profile with news, career statistics and history - Soccerway». br.soccerway.com. Consultado em 18 de maio de 2023